# Renate Hufkens
Renate Hufkens, née le 26 mai 1984 à Lommel, est une femme politique belge, membre de la Nieuw-Vlaamse Alliantie (N-VA).

## Biographie
Renate Hufkens nait le 26 mai 1984 à Lommel.
Le 14 octobre 2014, elle devient députée fédérale à la Chambre des représentants en remplaçant Theo Francken qui devient secrétaire d'État dans le gouvernement Michel I.
Le 9 décembre 2018, elle perd son siège qui est repris par Theo Francken à la suite du départ de la NV-A de la majorité.